# عبر البن (الشغادرة)

تعديل مصدري - تعديل

عبر البن هي إحدى قرى عزلة عداعد بمديرية الشغادرة التابعة لمحافظة حجة، بلغ تعداد سكانها 196 نسمة حسب تعداد اليمن لعام 2004.